# 高式国
高式国（1884年－1989年），河北省宁河县人。1922年中学毕业后曾任塾师，同时自学中医。先后师事吕秦交、蒋鹤青、吴道善等人，亦有研究针灸学说。其提出的养生六字箴言为：不馋、不懒、不愁。武技贡献留世有“树拳”及“手杖操”（亦名五行杖） 。

## 著作
- 《岳武穆九要论》
- 《内经补正》
- 《针灸穴名解》